# Die Erde
DIE ERDE – Journal of the Geographical Society of Berlin – ist die älteste der aktuell erscheinenden Fachzeitschriften für Geographie weltweit. Die Publikation kann bis auf das Jahr 1833 zurückverfolgt werden. DIE ERDE erscheint viermal im Jahr, wird seit 2002 im Wesentlichen in englischer Sprache publiziert und ist ISI-indiziert (Science Citation Index Expanded,Social Sciences Citation Index). Seit September 2013 ist DIE ERDE online auf ihrer Homepage (open access) abrufbar. Auf dem Portal DigiZeitschriften sind auch die Jahrgänge des 19. Jahrhunderts (ab 1833) im Internet abrufbar, diejenigen des 20. Jahrhunderts jedoch nur für institutionelle Skribenten.

## Inhalt
DIE ERDE widmet sich dem gesamten inhaltlichen Spektrum der Geographie, das heißt, sie publiziert Beiträge sowohl zur Physischen Geographie als auch zur Anthropogeographie (Humangeographie). Sie wird weltweit in 130 Länder verbreitet. Autoren aus mehr als 16 Ländern haben in den letzten 15 Jahren darin publiziert.

## Herausgeber
Die Zeitschrift wird von Oliver Bens (Potsdam), Gabriele Broll (Osnabrück), Martin Coy (Innsbruck), Elmar Kulke (Berlin) und Rainer Wehrhahn (Kiel) herausgegeben. Schriftleiter ist Christof Ellger. Er ist in dieser Funktion Nachfolger von Kirsten Gehrenkemper. Weitere wichtige Herausgeber waren Frido Bader, Wolf Dieter Blümel, Hans-Georg Bohle, Axel Borsdorf, Werner Eugster, Heinz Heineberg, Georg Jensch, Karl Lenz, Hartmut Leser, Klaus Müller-Hohenstein und Fred Scholz.

## Geschichte
Die Zeitschrift erschien zum ersten Mal im Jahr 1853 unter dem Titel Zeitschrift für Allgemeine Erdkunde (Herausgeber: Thaddäus Eduard Gumprecht (1801–1856)). Zuvor gab es „Monatsberichte über die Verhandlungen der Gesellschaft für Erdkunde zu Berlin“ (1840–1852) und „Jährliche Übersicht über die Thätigkeit der Gesellschaft für Erdkunde zu Berlin“ (1833–1839). Das Programm der Zeitschrift war damals anzusehen als: Forschungsberichte von den Forschungsfronten der Teil- und Nachbardisziplinen der Geographie, außerdem wurden Akteure der Forschung vorgestellt, Bücher besprochen, und es wurde über die neusten Erkenntnisse, die vor allem durch Expeditionen gewonnen wurden, berichtet. Zwischen 1944 und 1949 erschien die Zeitschrift nicht.
Zählung der Jahrgänge der Zeitschrift der Gesellschaft für Erdkunde zu Berlin
- 1853–1855: Zeitschrift für Allgemeine Erdkunde, 5 Bände, 3 Jahrgänge
- 1856–1865: Zeitschrift für Allgemeine Erdkunde, Neue Folge, 10 Jahrgänge
- 1866–1944: Zeitschrift der Gesellschaft für Erdkunde zu Berlin, 79 Jahrgänge
- 1949–2008: DIE ERDE, Zeitschrift der Gesellschaft für Erdkunde zu Berlin, 60 Jahrgänge.[3]